# 라이성촨

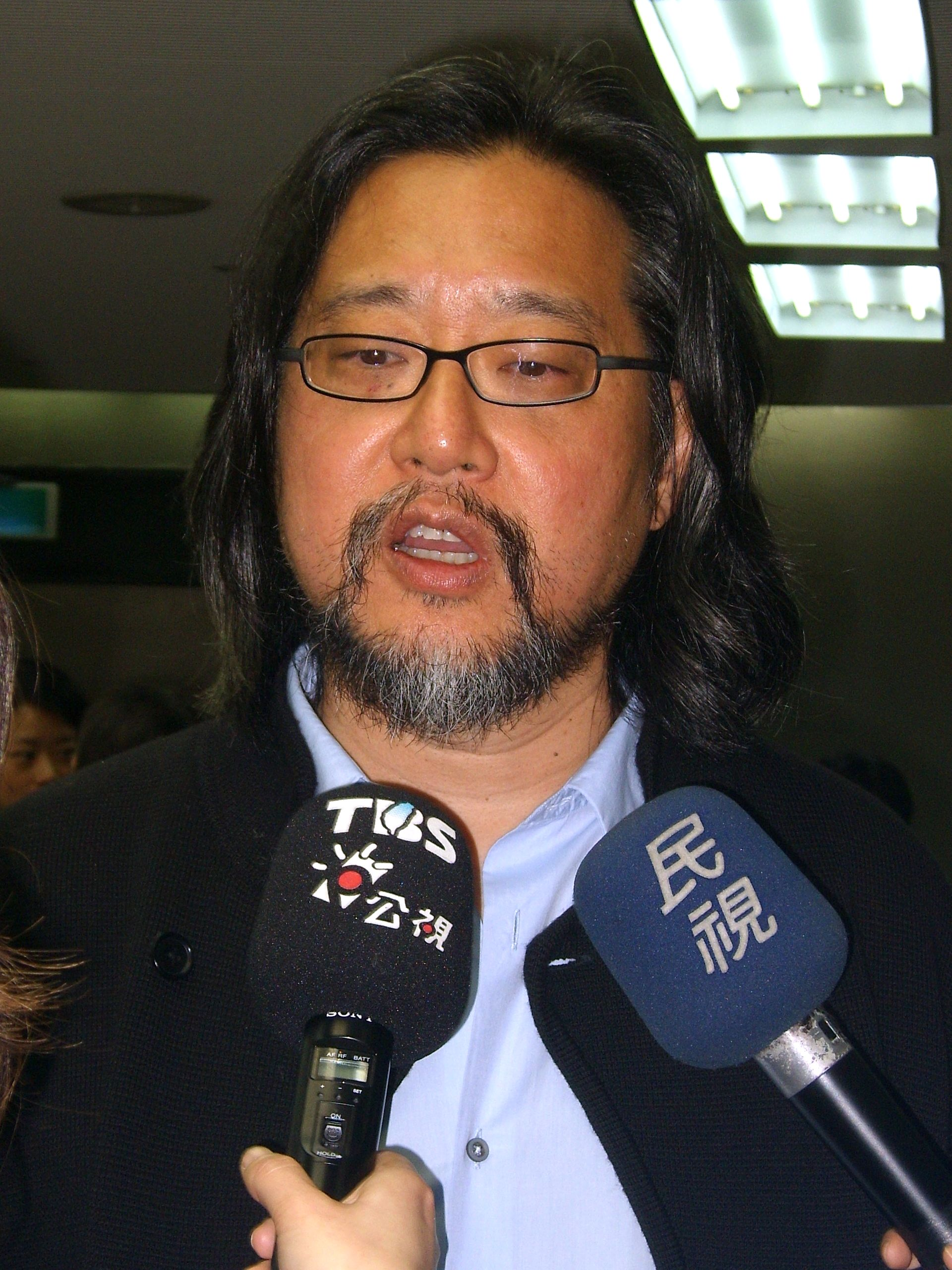
2008년 당시의 작가 스탠 레이 교수

스탠 레이(Stan Lai, 1954년 10월 25일 ~ )는 미국의 극작가 겸 연출가이며 대학 교수이다.
미국 워싱턴에서 출생하여 지난날 한때 중화민국 신베이에서 잠시 유아기를 보낸 적이 있는 그는 1975년 극작가 첫 입문하였으며 1984년 정식 극작가 등단하였다.